# Carlos Gibson
Pour les articles homonymes, voir Gibson et Möller.
Gibson  Möller est un nom espagnol. Le premier nom de famille, en général paternel, est Gibson ; le second, en général maternel, souvent omis, est Möller.
Carlos Gibson, né Carlos Diego Gibson Möller le 10 février 1889 à Arequipa et mort le 25 septembre 1954, est un homme politique, avocat et professeur d'université péruvien, second vice-président du Pérou (es) de 1939 à 1945, sous la présidence de Manuel Prado Ugarteche. 

## Biographie
Carlos Diego Gibson Möller naît d'Enrique W. Gibson Bernaldo de Estremadoyro, fils de James Thomas Gibson et de María Pía Bernaldo de Estremadoyro y Vásquez, et de Dorotea Möller Sojo-Vallejo, fille de Guillermo Möller Keetz et de María Sojo-Vallejo y de Entreambasaguas. Son frère est le poète Percy Gibson (es) (1885-1960) et sa nièce est la journaliste Doris Gibson (es) (1910-2008).
Il étudie au Collège Victor Bailly, puis entre à l'université nationale de San Agustín (es) à Arequipa, où il obtient une licence en droit en 1908, un doctorat professionnel en 1910 et un doctorat académique (Ph. D.) en 1936. Gibson enseigne à San Agustín en tant que professeur intérimaire de littérature ancienne, d'histoire de l'art et d'histoire critique du Pérou (1907), puis devient professeur titulaire de statistiques, de finances et de législation financière du Pérou à l'université nationale principale de San Marcos dans la capitale péruvienne Lima.
En 1913, il se rend en Europe. Il séjourne en Angleterre, où il suit les cours des universités d'Oxford et de Cambridge, où il obtient un Master of Arts, puis se rend en France, où il étudie à l'université de la Sorbonne. En 1916, il est de retour au pays, où il épouse María Mercedes Lira de Romaña (née en 1873), avec qui il a sept enfants.
En 1919, Gibson est nommé premier secrétaire, puis conseiller et enfin chargé d'affaires à l'ambassade aux États-Unis. Il est nommé attaché honoraire à Buenos Aires, puis secrétaire honoraire à Londres. Il est nommé ministre plénipotentiaire dans les pays scandinaves puis en Bolivie.
Aux élections du 22 octobre 1939 (es), Carlos Gibson est élu à la seconde vice-présidence, en tant que colistier de Manuel Prado Ugarteche, avec Rafael Larco Herrera (es) à la première vice-présidence. Il reste en poste jusqu'à la fin du terme en 1945. De 1939 à 1944, il est conjointement recteur de l'université nationale de San Agustín et est notamment élu doyen de l'Ordre des Avocats du Pérou en 1940. Il a représenté son pays dans diverses organisations internationales.
En 1949, il prend sa retraite de l'université. Il meurt à l'âge de 65 ans le 25 septembre 1954.